# 大雄之宇宙英雄記
《多啦A夢：大雄之宇宙英雄記》，是第35部哆啦A夢電影作品（水田版系列的第10作）。此部作品是導演大杉宜弘在哆啦A夢系列電影的首次執導，也是哆啦A夢電影的35周年作。

## 故事簡介
一日，憧憬着電視節目內英雄人物的大雄，提議大家一起拍攝英雄電影。多啦A夢拿出秘密法寶「漢堡導演」，和大雄等人一起開始拍攝以保護宇宙和平為題材的電影 《銀河防衛隊》。此時，因意外而降落在地球的阿倫誤以為大雄他們是真正的英雄，於是邀請他們一起出發拯救他的家鄉。阿倫的家鄉波克爾星表面上滿載歡樂，實際上卻有三位宇宙海盜和他們的老大潛伏當中，準備實行恐怖計劃，如果不及時制止的話，波克爾星將會滅亡！多啦A夢帶領的「銀河防衛隊」，最終成為真正的英雄，成功拯救波克爾星。

## 製作概要
此電影是繼《大雄的秘密道具博物館》來兩年後的原創作品。於2014年7月15日開放電影官方網站，並在7月19日放上第一版預告。

## 配音員
| 角色           | 配音員                                     | 配音員                      | 配音員                             | 配音員        |
| 角色           | 日本                                       | 香港                        | 臺灣                               | 臺灣          |
| 角色           | 日本                                       | 香港                        | 國語                               | 客語          |
| 原著角色       | 原著角色                                   | 原著角色                    | 原著角色                           | 原著角色      |
| -------------- | ------------------------------------------ | --------------------------- | ---------------------------------- | ------------- |
| 哆啦A夢        | 水田山葵                                   | 黃昕瑜                      | 陳美貞                             | 劉韶蕙        |
| 大雄           | 大原惠                                     | 陸惠玲                      | 楊凱凱                             | 徐敏莉        |
| 靜香           | 嘉數由美                                   | 梁少霞                      | 許淑嬪                             | 王旻瑛        |
| 胖虎           | 木村昴                                     | 陳卓智                      | 于正昇                             | 黃振尉        |
| 小夫           | 關智一                                     | 黃鳳英                      | 劉傑                               | 陳佾玄        |
| 野比玉子       | 三石琴乃                                   | 陳安瑩                      | 許淑嬪                             | 彭月春        |
| 胖虎媽媽       | 竹内都子                                   | 馮詠恩                      | 楊凱凱                             | 宋菁玲        |
| 電影角色       |                                            |                             |                                    |               |
| 阿倫           | 井上麻里奈                                 | 陳凱婷                      | 傅其慧                             | 宋菁玲        |
| 漢堡包導演     | 能登麻美子                                 |                             | 劉如蘋                             |               |
| 議員           | 清川元夢                                   | 何偉誠                      | 劉傑                               | 楊明剛        |
| 祕書           | こぶしのぶゆき                             |                             | 劉峻誠                             | 鍾少庭        |
| 波克爾星小朋友 | 古田うた 岩田龍門 上田弦 日下雅貴 曾我夏美 | 楊婉潼 顧詠雪 陳安瑩        | 許淑嬪 楊惟軫 傅其慧 楊凱凱 徐瑀甄 | 彭月春 徐敏莉 |
| 波克爾星老人   | 關根信昭                                   | 張炳強                      | 賴震澤                             | 鍾少庭        |
| 依卡路司       | 市村正親                                   | 高翰文                      | 于正昇                             |               |
| 艾多           | 田中裕二                                   | 黃志明                      | 陳彥鈞                             |               |
| 魅芭           | 觀月亞里莎                                 | 馮詠恩                      | 劉如蘋                             |               |
| 傲寇           | 古川裕隆                                   |                             | 陳彥鈞                             |               |
| 宇宙海盜手下   | 鳥海勝美 北村謙次                          | 何偉誠 伍博民 嚴鎮華        | 賴震澤 魏德 孟慶府 劉峻誠          | 鍾少庭        |
| 凸眼金魚       | 大西健晴                                   |                             |                                    |               |
| 空地小朋友     | 深田愛衣 佐藤奏美 天神林知美 まつだ志緒理  | 駱慧怡 顧詠雪 陳安瑩 楊婉潼 | 傅其慧 楊惟軫 劉如蘋 徐瑀甄        |               |

## 角色介紹
亞隆（日语配音：井上麻里奈）
依卡路司
宇宙海盜首領，來波古路星的目標是要利用其的能量破壞艾瑪司去得到所有鑽石，最後被大雄打敗。

## 主題曲
| 類別   | 歌曲                      | 作詞     | 作曲          | 编曲     | 演唱                                                                                  |
| ------ | ------------------------- | -------- | ------------- | -------- | ------------------------------------------------------------------------------------- |
| 片頭曲 | 《為你實現夢想的多啦A夢》 | 黑須克彥 | 黑須克彥      | 大久保薰 | 多啦A夢（水田山葵），大雄（大原惠），靜香（嘉數由美），胖虎（木村昴），小夫（關智一） |
| 主題曲 | 《360°》                  | miwa     | miwa、NAOKI-T |          | miwa                                                                                  |

## 票房
| 上一届： 美國狙擊手 | 2015年日本週末票房冠軍 第10-11周 | 下一届： 《暗殺教室》               |
| 上一届： 暗殺教室   | 2015年日本週末票房冠軍 第13-14周 | 下一届： 《所羅門的偽證後篇：裁判》 |

## 片名翻譯爭議
本片引進台灣與香港時，將片名開頭「のび太の」翻譯為「大雄之」，捨棄了系列電影慣用的「大雄的」。此舉引發部份觀眾的反彈，並向代理商進行反應。台灣代理商蜜蜂工房隨後表示，片商曾向香港授權商國際影業爭取名稱改用「大雄的」，然而國際影業規定兩岸三地必須使用同樣的譯名，因此台灣的譯名只能沿用香港先前已經決定的「大雄之」名稱。隔年起台灣恢復使用「大雄的」，而香港截至2022年仍持續採用「大雄之」。

## 外部連結
- （日語）電影官方網站 （页面存档备份，存于）
- （日語）YouTube上的のび太の宇宙英雄記 予告編 第1弾
- 互联网电影数据库（IMDb）上《大雄之宇宙英雄記》的资料（英文）
- 《電影多啦A夢 – 大雄之宇宙英雄記》 （页面存档备份，存于）在Facebook的介紹
- 互联网电影数据库（IMDb）上《大雄之宇宙英雄記》的资料（英文）
- Yahoo奇摩電影上《大雄之宇宙英雄記》的資料（繁體中文）
- 開眼電影網上《大雄之宇宙英雄記》的資料（繁體中文）
- 时光网上《大雄之宇宙英雄記》的資料（简体中文）
- 豆瓣电影上《大雄之宇宙英雄記》的資料 （简体中文）